# Eye in the Sky (canción)
«Eye in the Sky» es una canción del grupo británico The Alan Parsons Project, incluida en el álbum homónimo de 1982. Posiblemente sea la canción más popular del grupo, y la que mayor éxito alcanzó.
En 2019, Alan Parsons grabó una versión en catalán de esta canción para el disco de La Marató de TV3, bajo el título "Seré els teus ulls al camí" ("Seré tus ojos en el camino").

## Posicionamiento en listas
| Lista (1982)                                           | Mejor posición |
| ------------------------------------------------------ | -------------- |
| Australia (Australian Kent Music Report)               | 22             |
| Canadá (Canadian RPM Top Singles)                      | 1              |
| Canadá (Canadian RPM Top Adult Contemporary)           | 7              |
| Francia                                                | 16             |
| Alemania                                               | 38             |
| Italia                                                 | 5              |
| Nueva Zelanda                                          | 6              |
| España (AFYVE)                                         | 1              |
| Estados Unidos Billboard Hot 100                       | 3              |
| Estados Unidos Billboard Hot Adult Contemporary Tracks | 3              |
| Estados Unidos Billboard Mainstream Rock Tracks        | 11             |